# Joel Spira
Joel Boris Spira es un actor sueco conocido por interpretar a Oskar Waldemar en la serie Thicker Than Water.

## Biografía
Estudio biología en la Universidad de Estocolmo (en inglés: "University of Stockholm").
Habla con fluidez sueco, inglés y hebreo.

## Carrera
En 2003 apareció como Nippe en la popular película Snabba Cash, la primera entrega de la franquicia de Snabba Cash".
En 2011 se unió al elenco principal de la serie Anno 1790 donde interpretó a Simon Freund, el ayudante del inspector de la policía Johan Gustav Dåådh (Peter Eggers), hasta el final de la serie ese mismo año.
En el 2013 apareció en la película Farliga drömmar donde interpretó a Jon Hallman, el hijo enfermizo de Andreas Hallman (Claes Ljungmark), un excéntrico ganador de literatura del Premio Nobel, quien es asesinado por su propia esposa para vengarse de su padre.
En 2014 se unió al elenco principal de la serie Thicker Than Water donde interpreta al gerente de la casa de huéspedes Oskar Waldemar, el hermano mediano.

## Filmografía[3]

### Series de televisión
| Año         | Título                | Personaje      | Notas                      |
| ----------- | --------------------- | -------------- | -------------------------- |
| 2018        | Conspiracy of Silence | -              | episodio "Lazarus"         |
| 2017        | Black Widows          | Jörgen Ståhl   | 2 episodios                |
| 2014 - 2016 | Thicker Than Water    | Oskar Waldemar | 20 episodios               |
| 2015        | Ängelby               | Amos Poe       | 12 episodios               |
| 2012        | Solsidan              | Jonas          | 3 episodios                |
| 2011        | Anno 1790             | Simon Freund   | 10 episodios               |
| 2011        | Bibliotekstjuven      | Henrik Hahne   | episodio # 1.2 - miniserie |

### Películas
| Año  | Título            | Personaje   | Notas |
| ---- | ----------------- | ----------- | --- |
| 2018 | Halvdan Viking    | Alarik      | junto a Peter Haber, Torkel Petersson, Jimmy Lindström, Nina Zanjani, Ellen Jelinek, Åsa-Lena Hjelm y Claes Månsson       |
| 2017 | Dræberne fra Nibe | Malte       | junto a Nicolas Bro, Ulrich Thomsen, Mia Lyhne, Lene Maria Christensen, Marcin Dorocinski, Søren Malling y Birthe Neumann |
| 2016 | Snabba Cash II    | Nippe       | junto a Joel Kinnaman, Matias Varela, Dejan Čukić, Lisa Henni, Fares Fares, Dragomir Mrsic y Madeleine Martin             |
| 2013 | Farliga drömmar   | Jon Hallman | junto a Tuva Novotny, Linus Wahlgren, Ola Rapace, Björn Andersson, Claes Ljungmark, Simon J. Berger y Vera Vitali         |
| 2003 | Snabba Cash       | Nippe       | junto a Joel Kinnaman, Matias Varela, Dejan Čukić, Dragomir Mrsic, Lisa Henni y Fares Fares                               |

### Teatro
| Año  | Título                 | Personaje | Director              | Teatro                 | Notas                                                                      |
| ---- | ---------------------- | --------- | --------------------- | ---------------------- | -------------------------------------------------------------------------- |
| 2016 | Livläkarens Besök      | -         | Johanna Garpe         | Stockholm Stadsteater  | junto a Lina Englund, Bahador Foladi, Cecilia Frode y Per Sandberg         |
| 2015 | Gösta Berlings Saga    | Gösta     | Runar Hodne           | Stockholm Stadsteater  | junto a Ralph Carlsson, Sofia Ledarp, Samuel Fröler y Kirsti Stubø         |
| 2013 | Slutstadier            | -         | Carl Johan Karlson    | Stockholm Stadsteater  | junto a Tove Edfeldt, Lilian Johansson, David Lennerman y Shebly Niavarani |
| 2009 | The Brothers Lionheart | Jonathan  | Daniel Lind- Lagerlöf | Stockholm City Theatre | -                                                                          |
| -    | Örebro                 | -         | -                     | -                      | -                                                                          |
| -    | The Jungle Book        | Mowgli    | -                     | Länsteatern            | -                                                                          |

## Premios y nominaciones
| Año  | Categoría  | Premio           | Serie              | Resultado |
| ---- | ---------- | ---------------- | ------------------ | --------- |
| 2014 | Best Actor | Kristallen Award | Thicker Than Water | Nominado  |